# Castell de Xestalgar
El Castell de Xestalgar és al municipi de Xestalgar, a la comarca dels Serrans de la província de València. És conegut en la localitat com Los Murones i és a la part alta d'un cingle, al marge esquerre del riu Túria, des d'on es pot controlar tant la vall com els seus accessos. Està declarat Bé d'Interès Cultural segons consta a la Direcció General del Patrimoni Cultural de la Conselleria de Turisme, Cultura i Esports de la Generalitat Valenciana, amb el número d'anotació ministerial: RI-51- 0010686 i data d'anotació 12 de setembre de 2001.

## Descripció historicoartística
La construcció data molt probablement del segle xii i seria d'origen musulmà, modificat i ampliat després de la conquesta cristiana, per adequar-lo a les necessitats d'aquesta època, en la qual s'utilitza el foc artiller. Es va haver d'abandonar aviat, quan els senyors del castell es van traslladar a la població urbana, on es van construir una residència palatina. Es va construir principalement amb tàpia, presentant la particularitat que en l'interior de l'encofrat gairebé no s'ha utilitzat  morter, que ha estat emprat pràcticament només a la part exterior de protecció, el component fonamental és mera terra.
La muralla perimetral, que ha desaparegut gairebé per complet, es troba en molt mal estat, presenta traçat pentagonal, encara que irregular, i posseeix diverses torres circulars de defensa, de les quals es poden veure dues d'elles a la zona inferior més pròxima al poble. També s'ha conservat part de la torre de l'homenatge, que presentava planta rectangular, amb tres altures i terrassa amb merlets. Tampoc queden molts vestigis de les dependències interiors, destacant un aljub en el lloc que va haver de ser el pati d'armes.
El castell disposava de tres túnels que facilitaven la fugida dels seus habitants i que comunicaven la fortalesa amb la vila i les hortes circumdants, actualment encegats.